# Alexandre Jacques Bernard Law de Lauriston
Alexandre-Jacques-Bernard Law, markýz de Lauriston (1. února 1768 v Pondichéry (tehdy Francouzská Indie) – 10. června 1828 v Paříži) byl francouzský generál a maršál Francie.

## Život
Law, prasynovec Johna Lawa slavného skotského ekonoma a bankéře byl synem Jeana Lawa de Lauriston a jeho ženy Jeanne roz. De Carvalho. Byl třetím z celkem šest synů. Absolvoval École Militaire v Paříži roce 1784 a sloužil v královské armádě, nejprve jako poručík v Toul. Roku 1789 se oženil – jeho ženou se stala Claude Antoinette Julie Le Duc (1772-1873!). V manželství se narodily tři děti: Augusta 1790-1860, Coralie 1800-1891 a Napoleon Adolphe 1805-1867. Přešel do vznikající revoluční armády a roku 1795 byl již plukovníkem dělostřelectva. Po 18. brumaire byl prvním konzulem povolán do generálního štábu a 1801 se stal adjutantem. Brzy po návratu z diplomatické mise v Dánsku (1801) povýšen na brigádního generála. Roku 1805 velel obsazení Benátska a Dalmácie a proti přesile se opevnil v Dubrovníku (Ragusa). Po Tylžském míru se stal generálním guvernérem Benátska. V roce 1808 byl přeložen k armádě ve Španělsku, 1809 statečně bojoval u Wagramu. V roce 1811 se stal mimořádným vyslancem v Petrohradu. Po vypuknutí války roku 1812 se připojil k armádě ve Smolensku a při ústupu byl pod Neyem v zadním voji. V roce 1813 organizoval 5. sbor v Magdeburgu, v jehož čele pak bojoval v tažení roku 1813. Při ústupu v bitvě u Lipska po předčasné destrukci mostu přes Elsteru přeplaval řeku, ale padl přímo do rukou nepřítele a byl zajat. Po restauraci se vrátil do Paříže, podřídil se Ludvíkovi XVIII. a byl jmenován kapitánem mušketýrů. Během Sta dnů se odebral na svůj statek a neangažoval se. Po druhé restauraci byl jmenován velitelem 1. divize gardové pěchoty. Roku 1820 ministr královského dvora a 1823 byl povýšen na maršála. Od roku 1822 byl členem Francouzského institutu a stal se nositelem velkokříže Čestné legie. Velel při expedici do Španělska roku 1823 druhému rezervnímu sboru. Zemřel v Paříži náhle na mozkovou mrtvici. Jeho jméno je vyryto na Vítězném oblouku v Paříži.